# Train World

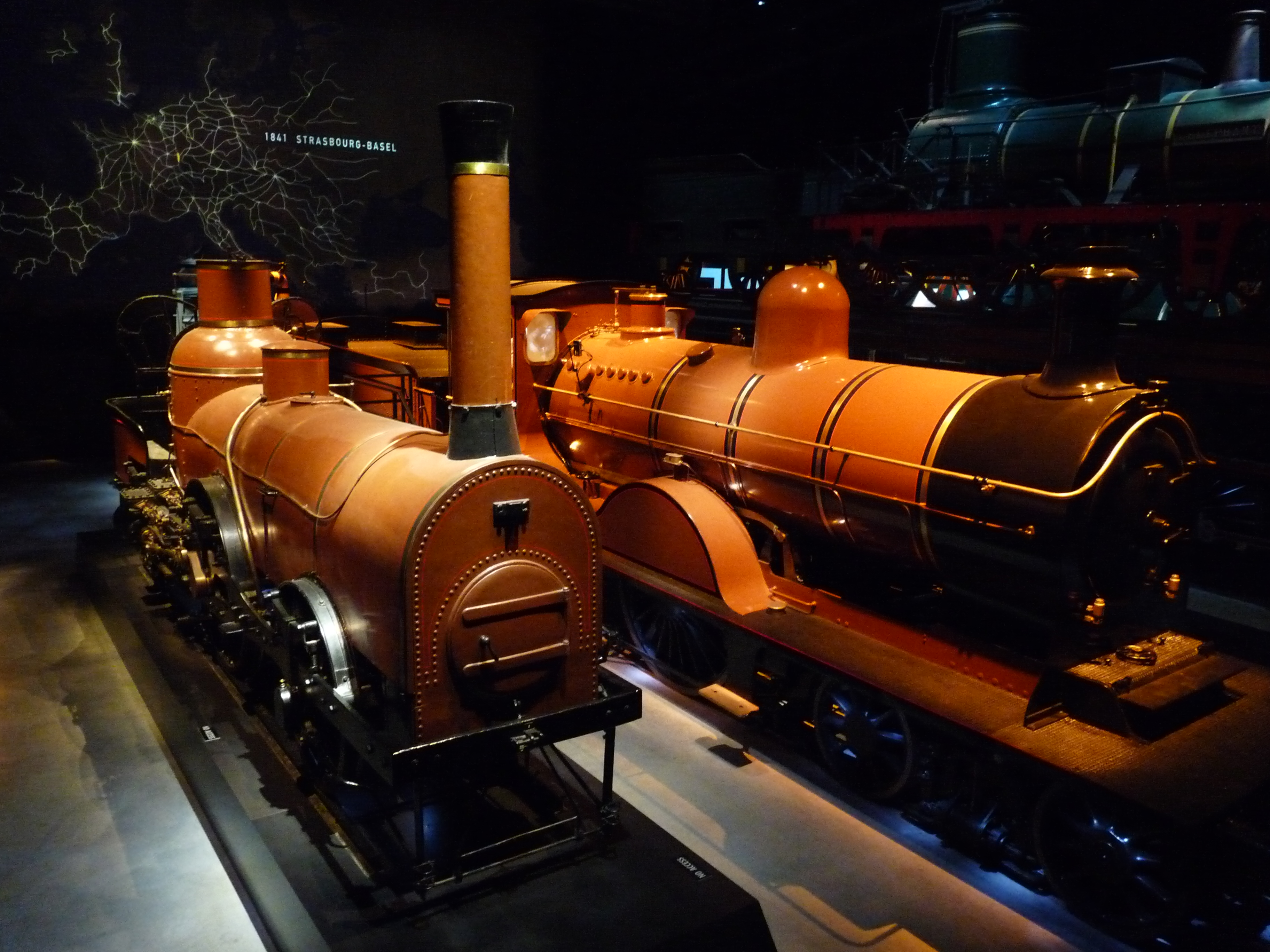
Oude Belgische stoomlocomotieven

Train World is het Belgisch treinmuseum van de NMBS, gelegen in en aan het station van Schaarbeek.
Het museum werd door koning Filip op donderdag 24 september 2015 geopend. Het kwam in de plaats van het vroegere museum in het Noordstation, de stelplaats van station Leuven en bevat ook delen van andere collecties, zoals het Spoorwegmuseum De Mijlpaal uit Mechelen.
In totaal zijn er over 8.000 vierkante meter 22 stuks rollend materieel tentoongesteld. Daarnaast zijn er talloze maquettes en meer dan 1.200 voorwerpen, net als een originele brug uit de 19de eeuw.
Het bezoekersaantal ligt meestal boven de 130.000 bezoekers per jaar.

## Collectie

### Nationaal Museum (Schaarbeek, Brussel)
- De stoomkraan "Juliette" (A310.4 met schokwagen nr. 40 88 958 4800-5). Gebouwd door Craven Brothers in Manchester (Engeland) in 1912. 17 m, 80 ton, maximale snelheid: 35 km/h. Hefvermogen: 35 ton. Voor het eerst gebruikt door de British Army Forces (Engeland). Toen het in 1947 door de NMBS werd ontvangen, werd het gebruikt in het depot van Kinkempois (in Luik). Ontmanteld in 1987.
- Een Belpaire-haardketel van een stoomlocomotief type 25 (ex-Belgische Staatsspoorwegen). 46 ton (alleen locomotief). Gebouwd door Cockerill (of door Forges Usines et Fonderies Haine-Saint-Pierre) in 1884 (nummer onbekend). Daarna omgebouwd tot stoomgenerator.
- De stoomlocomotief "Le Belge" (houten replica op ware grootte). Het origineel werd gebouwd door Cockerill (in Luik) in 1835 en droeg het nummer 6 (voorheen Belgische Staatsspoorwegen). 5,4 m, 11,6 ton, maximale snelheid: 60 km/h. Ontmanteld in 1869.
- De stoomlocomotief "L'Eléphant" (houten replica op ware grootte). Het origineel werd gebouwd door Tayleur (Engeland) in 1835, 14 ton. Ontmanteld in 1847.
- De stoomlocomotief "Pays de Waes" (nr. 2). Gebouwd door de Ateliers Gustave De Ridder (te Brussel) in 1844. 12 m, 17,5 ton, maximumsnelheid: 60 km/h. Deze locomotief heeft een spoorbreedte van 1.150 m (in plaats van de huidige 1.435 m). Het werd gebruikt door de Antwerpse Spoorwegmaatschappij in Gent tot het in 1898 buiten dienst werd gesteld. Daarna werd het tentoongesteld op de Wereldtentoonstelling van 1913 in Gent. Het werd ook tentoongesteld in Engeland voor de viering van de 100ste verjaardag van de spoorwegen in 1925. Het werd vervolgens tentoongesteld in het voormalige museum in Brussel-Noord (in Brussel) in 1951. Het is de oudste stoomlocomotief die bewaard is gebleven door de NMBS.
- De rangeerstoomlocomotief (030T) 1152 (Type 51). Gebouwd door Anglo-Franco-Belge (in La Croyère) in 1880 (voorheen Belgische Staatsspoorwegen nr. 1152). 8 m, 34 ton, maximale snelheid: 45 km/h. Capaciteit van de kolenbunker: 113 ton. Capaciteit watertank: 4.000 liter. In 1929 werd het verkocht aan de Carbochimie Centrale de Tertre. Ontmanteld in 1967. Bijnaam voor dit type locomotief: "La Chèvre" (vanwege zijn haard die alle soorten kolen kan verbranden).
- De zware sneltrein-stoomlocomotief 10.018 (type 10) en zijn tender nr. 31.031 (type 38). Gebouwd door Cockerill (in Luik) in 1913 (ex-Belgische Staatsspoorwegen nr. 4518). 22 m, 176 ton (locomotief & tender), maximumsnelheid: 120 km/h. Capaciteit van de kolenbunker (tender): 7 ton. Capaciteit van de watertank (tender): 31.000 liter. Deze locomotief zorgde op 29 september 1956 voor het laatste traject (in stoomtractie) van de stad Luxemburg naar Brussel. Ontmanteld in 1959.
- De lichte sneltrein-stoomlocomotief 12.004 (type 12) en zijn tender nr. 24.604 (type 19). Gebouwd door Cockerill (in Luik) in 1939. 21 m, 148 ton (locomotief en tender), maximumsnelheid: 140 km/h. Capaciteit van de kolenbunker (tender): 8 ton. Capaciteit van de watertank (tender): 24.000 liter. Ontmanteld in 1962. Het is de enige bewaard gebleven (in extremis) van zijn type van de 6 gebouwd (12.001-12.006). Deze gestroomlijnde stoomlocomotief is het middelpunt van het museum.
- De stoomlocomotief voor directe, expres- en voorstadstreinen (naar Engelse inspiratie) 18.051 (Type 18) en zijn tender nr. 18.020 (Type 14). Gebouwd door de firma Saint-Léonard (in Luik) in 1905 (voorheen Belgische Staatsspoorwegen nr. 3251). 18 m, 105 ton (locomotief en tender), maximale snelheid: 110 kmh. Capaciteit van de kolenbunker (tender): 5,4 ton. Capaciteit van de watertank (tender): 18.000 liter. Ontmanteld in 1948. In 1966 werd het geschilderd in een violetblauw om zijn Schotse oorsprong te onderstrepen en om hulde te brengen aan de Caledonian Railway. Daarna opnieuw gespoten in een chocoladebruine kleurstelling die oorspronkelijk werd geleverd ten tijde van de Belgische Staatsspoorwegen (vóór 1930).
- De industriële stoomlocomotief (020T) "MF33". Gebouwd door Forges Usines et Fonderies Haine-Saint-Pierre in 1911 (nr. 1204), 25 ton. Ze behoorde tot de Charbonnage de Monceau Fontaine, waar ze werkte aan de voormalige privéverbinding van de kolenmijn. Vanaf 1976 was deze locomotief eigendom van CFV3V bvba (gevestigd in Mariembourg). Het werd vervolgens in 2013 overgebracht naar het museum voor zijn laatste tentoonstelling in de speeltuin van het museum.
- Een Draisine (handmatig) voor het vervoer van mensen en materieel. Gebouwd in Duitsland in 1905. Het werd in 1918 verlaten door de Duitse spoorwegen. Daarna werd het nog tot 1963 gebruikt door het team van spoorleggers in Boom op lijn 52 (tussen Antwerpen-Puurs). Maximale snelheid: 30 km/h
- Een type 7 inspectiewagen (nr. 701) nr. 380.25.701.60: Gebouwd door Perkins in 1949. 7 m, 15 ton, maximumsnelheid: 70 km/h. Inhoud dieseltank: 225 liter. Voormalige draisines (of vrachtwagen) voor het inspecteren van spoorlijnen maar ook voor het vervoer van arbeiders en materiaal dat nodig is voor spooronderhoud.
- De dieselmotorwagen voor secundaire lijnen 551.48 (ex. type 622 genaamd "petit Brossel"). Gebouwd door L'Atelier Central de Mechelen en door Brossel (in Brussel) in 1939. 11 m, 22 ton. 86 zitplaatsen in totaal (76 zitplaatsen + 10 klapstoelen). Ontmanteld in 1962.
- De lijndiesellocomotief (prototype) 6406 (HLD 64) (211.006) (Type 211 - Asopstelling: twee draaistellen met 2 aangedreven assen genaamd Bo'Bo'). Gebouwd door de Ateliers Belges Réunis (in Enghien) in 1962. 17,5 m, 82 ton, maximale snelheid: 120 kmh. Inhoud dieseltank: 3.000 liter. Ontmanteld in 1983. Deze locomotief verloor zijn motor.
- De elektrische locomotief (polyvoltage 3.000/25.000 kV) 1503 (HLE 15) (150.003) (Type 150 - Opstelling van de assen: twee draaistellen met 2 aangedreven assen genaamd Bo'Bo'). Gebouwd door La Brugeoise en Nijvel/ACEC in 1962. 17 m, 77 ton, maximumsnelheid: 160 kmh. Ontmanteld in 2009.
- Een eindrijtuig van de eerste 00-serie elektrische treinstel (Type 1935) AM 35 (proefrijtuig nr. 217.012). (Enkele spanning 3.000 kV - 4 elementen in totaal - Opstelling van assen: B-B + 2-2 + 2-2 + B-B). Gebouwd door de Metallurgische Werkplaatsen van Nijvel in 1935. 22 m voor de eindwagen (91 m & 277 ton voor de 4 wagens). Maximale snelheid: 120 kmh. 353 zitplaatsen in totaal (116 in 1e en 237 in 2e klas). Ontmanteld in 1964. De 3 andere elementen van deze motorwagen staan geparkeerd in de reserves (nr. 215.212 + nr. 212.212 + nr. 213.012).
- Een passagiersrijtuig type GCI* nr. 91.001 (*Large Intercirculation Capacity) 1e/2e klas (+ busje). Gebouwd door Compagnie Centrale de Construction (in Haine-Saint-Pierre) in 1921. 15 m, 36 ton, maximumsnelheid: 80 kmh, 64 zitplaatsen. Ontmanteld in 1960.
- Een passagiersrijtuig type M1* nr. 63.105 (*metalen wagen) 3e klasse. Gebouwd door Anglo-Franco-Belge (in La Croyère) in 1937 (onder het oude nummer 42.087). 22 m, 55 ton, maximale snelheid: 120 kmh. 94 zitplaatsen. Het interieur is deels ingericht als ziekenhuiswagen (ziekenhuis van het Belgische Rode Kruis).
- Een passagiersrijtuig van het type "TEE" (Trans Europ Express) Mistral II - A8tu - nr. 135 (1e klas). Gebouwd door Franco-Rail (Frankrijk) in 1974. 25,5 m, 44 ton, maximale snelheid: 160 kmh. 46 zitplaatsen. Ontmanteld in 1997.
- Twee wagons uit de Belgische koninklijke treinen: (één uit de trein van Leopold II en Albert I en één uit de trein van Leopold III en Boudewijn I):
  - Het rijtuig A2 (A1) "Royal sedan" (Salon/bedden). Gebouwd door de General Construction Company (dochteronderneming van de Compagnie Internationale des Wagons-Lits) in Saint-Denis (Frankrijk) in 1901, 19 m, 45 ton. Het is uitgerust met een luxe privélounge, een slaapcompartiment met een badkamer voor de koning, vier slaapcompartimenten, een servicekamer en een andere voor verwarming. Het is te zien in het museum sinds de opening in september 2015.
  - Het "Salon"-rijtuig nr. 1. Dit is een oude auto van het type I1 (SNCB) (nummer onbekend) getransformeerd door L'Atelier Central de Mechelen in 1939. 23 m, 61 ton, maximumsnelheid: 150 kmh. Het is uitgerust met een inkomhal, een kantoor met een fornuis + koelkast en een gootsteen, een kleine woonkamer, een grote woonkamer met 6 fauteuils en 3 kleine tafels en twee toiletten. Het is te zien in het museum sinds de opening in september 2015.
- Een postrijtuig van Duitse makelij nr. 70.803. Gebouwd door Wagenfabrik Credé & Co in Kassel-Niederzwehren (Duitsland) in 1930 voor de Deutsche Reichpost. 21 m, 44 ton, maximale snelheid: 120 kmh. Nadat het rijtuig na de Tweede Wereldoorlog aan de kant werd gezet, werd het tussen 1945 en 1981 gebruikt om te sorteren.[bron?]
- De restauratiewagen nr. 16.006 (Type I10 NMBS). Gebouwd door La Brugeoise en Nijvel in 1988. 26 m, 42 ton, maximumsnelheid: 160 kmh. Deze rijtuig was oorspronkelijk een tweedeklasserijtuig (nr. 12.776). In 2000 werd hij omgebouwd tot restauratiewagen onder het nummer 16.006. Het werd in 2015 buiten gebruik gesteld en geïntegreerd in de collectie van de NMBS. Het werd in september van hetzelfde jaar op een spoorgedeelte geplaatst waar het dienst doet als werkplaats in een "Pullman"-kleurstelling van de CIWL (historisch gezien heeft deze kleurstelling nooit op dit type rijtuig bestaan).
- Een 2-assige overdekte goederenwagen nr. 8938 van de Belgische Staatsspoorwegen. Gebouwd door de Ateliers de Seneffe in 1899. 7 m, 9 ton. Het werd gebruikt voor vervoer per koets.
- Een 2-assige tanker-goederenwagen type nr. 91578 van de Belgische Staatsspoorwegen. Gebouwd in 1901, 8 m. Het werd gebruikt om olie te vervoeren.
- Een overdekte goederenwagen nr. 948/287 met 2 assen. Gebouwd in 1911 (ex-Duits), 9 m, 16 ton. Deportatiewagen.

Daarnaast wordt een set stoom en diesellocomotieven, motorwagens, elektrische motorwagens, rijtuigen en wagons beheerd door de 4 Belgische spoorwegverenigingen: de TSP, de CFV3V, de SME en de SDP.

### Museum CFV3V (in Treignes)
Het Musée du Chemin de Fer de Treignes (CFV3V) bevat ook een deel van de NMBS-collectie. De materialen zijn als volgt:
- De zware sneltrein-stoomlocomotief 1.002 (Type 1) en zijn tender nr. 38.134. Gebouwd door het "Belgian Consortium of Locomotive Builders" in 1935. Maximumsnelheid: 140 kmh. Ontmanteld in 1962.
- De lichte sneltrein-stoomlocomotief 7.039 (type 7) en zijn tender nr. 24.365 (type 18). Gebouwd door "Forges Usines et Fonderies Haine-Saint-Pierre" in 1922 (voorheen Belgische Staatsspoorwegen nr. 4639). Maximale snelheid: 110 kmh. Ontmanteld in 1962.
- De stoomlocomotief (221T) voor lokale spoordienst 16.042 (Type 16). Gebouwd door de Metallurgische Werkplaatsen van Tubize in 1909. Maximumsnelheid: 100 kmh. Ontmanteld in 1964.
- De rangeerstoomlocomotief (040T) 5620 (Type 53) (NMBS-kenteken: 53.320). Gebouwd door de Ateliers de Construction de Boussu in 1906 (ex-Belgische Staatsspoorwegen), 57 ton. Maximale snelheid: 45 kmh. Ontmanteld in 1966. Verkocht aan CFV3V in 2013.
- De dieselmotorwagen 608.05 (type 608). Gebouwd door Forges Usines et Fonderies Haine-Saint-Pierre in 1939, 45 ton. Ontmanteld in 1966.
- De dieselmotorwagen 604.02 (type 654). Gebouwd door Baume et Marpent in 1936. Wrak (en twee ontbrekende elementen). Verkoop aan CFV3V in 2019. In afwachting van restauratie (alleen cosmetisch).
- De dieselrangeerlocomotief 8319 (253.019). Gebouwd door La Brugeoise en Nijvel in 1956. Verkocht aan CFV3V in 2013. In werkende staat hersteld.
- De elektrische locomotief (enkele spanning 3kV) 2005. Gebouwd door La Brugeoise en Nijvel - ACEC in 1975. Maximumsnelheid: 160 kmh.
- De elektrische locomotief (enkele spanning 3kV) 2912 (101.012) (NMBS Type 101). Gebouwd door Baume en Marpent in 1949, 81 ton. Maximale snelheid: 100 kmh. Ontmanteld in 1984.
- Drie rijtuigen type N (bekend als de "Noord-Belgische") van de Belgische Staatsspoorwegen:
  - De B9 nr. 32.402 (2e klas).
  - De C11 nr. 32.303 (3e klasse).
  - De C7D nr. 39.104 (3e klasse + bestelwagen).

Gebouwd door Baume en Marpent (of Anglo-Franco-Belge) in 1930. Verkocht aan CFV3V in 2015.
- Rijtuig nr. 4 voor de koninklijke kinderen van de trein van de koningen Leopold III en Boudewijn. Gebouwd door La Brugeoise en Nicause & Delcuve tussen 1933-39. Ontmanteld in 1991.
- Keuringswagen nr. 10. Gebouwd door La Brugeoise et Nicause & Delcuve (te Brugge) in 1939.
- 1 bestelwagen type goederenwagen Nord-Belge, nr. 30-88-943-2-549-4.

### Train World
De volgende materialen worden opgeslagen in de reserves (in afwachting van volledige of cosmetische restauratie):
- De verticale-ketelstoomlocomotief (020T) nr. 3145 (Type V). Gebouwd door Cockerill in Seraing (Luik) in 1926. Verkocht aan Stoomtrein Maldegem-Eeklo. Buiten dienst, wordt in 2022 volledig gerestaureerd door de vereniging.
- De stoomlocomotief (040T) "Petit Château", in het verleden: 615 "Huy" (Compagnie du Nord - Belge) en MF72 (Monceau Fontaine). Gebouwd door Cockerill in 1859 voor de firma Nord-Belge. In 1934 werd het verkocht aan de kolenmijn Monceau-Fontaine, die het tot 1965 gebruikte onder het registratienummer MF72. Hij werd door de NMBS overgenomen als werkplaatslocomotief (genaamd Type 88 met registratienummer 88.003). Bij Stoomtrein Dendermonde-Puurs ondergebracht in afwachting van een volledige restauratie.
- Stoomlocomotief 41.199 (type 41). Gebouwd door Forges Usines et Fonderies Haine-Saint-Pierre in 1906 (voorheen Belgische Staatsspoorwegen nr. 4299). Maximale snelheid: 80 kmh. Ontmanteld in 1959.
- De stoomlocomotief 44.225 (Type 44) en zijn tender nr. 13.331 (Type 13). Gebouwd door Cockerill in Seraing (Luik) in 1908 (ex-Belgische Staatsspoorwegen nr. 3625). Maximale snelheid: 80 kmh. Ontmanteld in 1948. Tot 1970 werd hij nog gebruikt als (vaste) stoomgenerator voor verwarming in Haine-Saint-Pierre.
- Stoomlocomotief 29.164 (Type 29) en zijn tender van het nr. 25.048 (Type 25). Gebouwd door Canadian Locomotive Company in Kingston (Ontario) (Canada) in 1946. Maximumsnelheid: 96 kmh. Ontmanteld in 1967. Ze beëindigde haar loopbaan als (stationaire) stoomgenerator voor verwarming in Haine-Saint-Pierre onder nummer A621.204. Geconserveerd maar in zeer slechte staat.
- De stoomlocomotief 64.045 (Type 64) en zijn tender nr. 22.153 (Type 22). Gebouwd door Henschel in Kassel (Hessen) (in Duitsland) tussen 1911-16. Maximale snelheid: 100 kmh. Hij liep tot 1967. Het is een zogenaamde "Wapenstilstand"-locomotief uit de Eerste Wereldoorlog.
- De dieselmotorwagen 4505 (605.005). Gebouwd door Ateliers Germain (in Monceau-sur-Sambre) in 1955. Ontmanteld in 2002.
- De dieselmotorwagen 4006 (630.006) (3 elementen). Gebouwd door L'Atelier Central de Malines in 1961. Maximumsnelheid: 100 kmh. Ontmanteld in 1984.
- De dieselrangeerlocomotief 7209 (272.009). Gebouwd door La Brugeoise en Nijvel in 1956.
- De dieselrangeerlocomotief 8219 (262.019). Gebouwd door de Ateliers Belges Réunis in 1966. Maximumsnelheid: 60 kmh.
- De dieselrangeerlocomotief 8441 (250.041). Gebouwd door Ateliers Belges Réunis in 1963. Ontmanteld in 2005.
- De dieselrangeerlocomotief 9152 (230.052). Gebouwd door La Brugeoise en Nijvel in 1963.
- Lijndiesellocomotief 5142 (200.042). Gebouwd door Cockerill in Seraing - ACEC tussen 1961-63. Maximale snelheid: 120 kmh.
- Lijndiesellocomotief 5166 (200.066). Gebouwd door Cockerill in Seraing in 1963, 113 ton. Maximale snelheid: 120 kmh. Ontmanteld in 2003.
- Lijndiesellocomotief 5917 (201.017). Bouwjaar 1955. Maximale snelheid: 120 kmh.
- Lijndiesellocomotief 6306 (212.006). Gebouwd door La Brugeoise en Nijvel in 1966. Maximumsnelheid: 120 km/h.
- De elektrische locomotief (bi-voltage) 1187. Gebouwd door La Brugeoise en Nijvel/ACEC in 1986. Maximumsnelheid: 140 kmh.
- De elektrische locomotief (polyvoltage) 1602 (160.002). Gebouwd door La Brugeoise en Nijvel/ACEC in 1966, 82 ton. Maximale snelheid: 160 km/h. Ontmanteld in 2010.
- De elektrische locomotief (enkele spanning 3kV) 2001. Gebouwd door La Brugeoise en Nijvel/ACEC in 1975. Maximumsnelheid: 160 kmh.
- De elektrische locomotief (enkele spanning 3kV) 2383. Gebouwd door La Brugeoise en Nijvel tussen 1955-57. Maximale snelheid: 130 kmh.
- Elektrisch treinstel nr. 002 (228.002) (2 elementen) 1e/2e klas. Gebouwd door de Ateliers Métallurgiques de Nivelles en de Ateliers de la Dyle in 1939, 134 ton. Maximale snelheid: 130 kmh. Buiten dienst sinds 1977.
- Elektrisch treinstel nr. 039 van serie 00 (Type 1953 AS) (nr. 28.039) (2 elementen), 2e klasse. Gebouwd door Energie in Marcinelle in 1954. Ontmanteld in 1995.
- Elektrisch treinstel nr. 002 (ex AM "Postal") (2 elementen). Zelfrijdend in rode kleurstelling.
- Elektrisch treinstel nr. 600 van de 600 série (Type 1970) (ex AM in Sabena-kleurstelling) (2 elementen). Gebouwd door La Brugeoise en Nijvel/ACEC in 1970.
- Elektrisch treinstel nr. 810 (AM75-serie) bekend als "varkensneus" (4 stuks). Gebouwd door La Brugeoise en Nijvel/ACEC tussen 1975-79. Maximale snelheid: 140 kmh.
- De elektrische motorwagen "BENELUX" (serie AM57 - Mat '57) nr. 220.902 (ex AM "BENELUX") (2 elementen). Gebouwd door ACEC/SEM in 1957. Uit dienst genomen in 1988. Verkocht aan Stichting Hondekop vzw (in Roosendaal in Nederland) in 2017. Wordt volledig gerestaureerd door deze vzw.
- Een TGV-motor "TMST" nr. 3106 NMBS (British Rail Class 373) + 1 wagen nr. 3105 van Eurostar. Gebouwd door Alstom in 1993. Maximale snelheid: 300 kmh.

5 rijtuigen type L (NMBS):2 A (1ste klasse): nr. 31.105 & nr. 31.113.
- 3 B (2e klasse): nr. 32.011, nr. 32.037 & nr. 32.143.
- 1 BD (2e klas + bestelwagen): nr. 39.025.

Deze rijtuigen werden gebouwd tussen 1933-35. Maximale snelheid: 120 kmh.
- 5 rijtuigen type K1 (NMBS):
  - 5 A (1e klasse): nr. 21.003, nr. 21.008, nr. 21.015, nr. 21.017 & nr. 21.030.

Deze rijtuigen werden gebouwd tussen 1933-35. Maximale snelheid: 140 kmh.
- 7 rijtuigen type M2 (NMBS):
  - 1 A (1e klasse): nr. 41.022.
  - 1 AB (1e/2e klasse): nr. 43.269.
  - 4 B (2e klasse): nr. 42.306, nr. 42.367, nr. 42.503 & nr. 42.506.
  - 1 BDR (2e klas + busje en snackbar): nr. 49.911.
- 3 rijtuigen type M4 (NMBS):

Deze rijtuigen werden gebouwd tussen 1958-60. Maximale snelheid: 140 kmh.
- Een 3e klasse GCI (grote intercirculatiecapaciteit), type passagiersrijtuig nr. 93.948. Gebouwd door de Société Dyle et Bacalan in Parijs (Frankrijk) in 1913. Maximumsnelheid: 80 kmh. Opgeven aan de Stoomtrein Maldegem-Eeklo.
- Een 3e klasse GCI (grote intercirculatiecapaciteit), type passagiersrijtuig nr. 96.556. Gebouwd door de Chantier de construction Allard Frères (Chatelineau) in 1905. Maximumsnelheid: 80 kmh. Opgeven aan de Stoomtrein Dendermonde-Puurs.
- Een personenwagen van het type GCI nr. 943-614.
- Een personenwagen type K1: nr. 29.009 of nr. 29.069.
- Een personenwagen type I5 (slaapwagen) nr. 14.530 (ex-NMBS).
- Een personenwagen van het type Trans-Europ-Express (TEE): nr. 151 (2e klas). Gebouwd door La Brugeoise en Nijvel.
- Een bar/restaurantwagen nr. 11.900.
- Een wagonaanhanger (serie 44/45) nr. 73.405.
- 4 Koninklijke Belgische wagons (twee uit de trein van koningen Leopold II en Albert I en twee uit de trein van koningen Leopold III en Boudewijn):
  - Het rijtuig A3 "restaurant/conferentie" (1905). Cosmetisch gerestaureerd voor weergave in het museum voor Royals & Trains.
  - Het rijtuig A7 "woonkamer/eetkamer" (1912). Cosmetisch gerestaureerd om in het museum te worden tentoongesteld voor Royals & Trains.
  - Het rijtuig "eetkamer" nr. 2 (1939): Cosmetisch gerestaureerd om in het museum te worden tentoongesteld voor Royals & Trains.
  - Slaapwagon nr. 3: Momenteel niet gerestaureerd in 2022. In afwachting van volledige restauratie.
- Bioscooprijtuig (nr. 41) uit 1975.
- Rijtuigen van de Signaleringsschooltrein (TES) nr. 3 (16.253) of nr. 4 (16.259) van het type "J". Rijtuigen voorzien van diverse elektrische seinhuiselementen van het type Saxby, Siemens en ACEC. Eind 1986 buiten dienst gesteld.
- Van nr. 8 "King's Office". Ontmanteld in 1991. Deze bestelwagen zal (normaal gesproken) worden opgenomen in de samenstelling van toekomstige historische treinen die op het NMBS-net zullen rijden.
- Van nr. 9 "Bijgebouw & Kantoor". Uit dienst genomen in 1990. Verkoop aan de Stoomtrein Maldegem-Eeklo in Maldegem.
- Een wagen type "Ballon" nr. 10036 met 2 assen uit 1874.
- Een wagen type "Flamme" nr. 11955 met 2 assen. Gebouwd door Ragheno Factory in 1925.
- Een goederenwagen met een lage vloer nr. 82 88 994 0000-0. Gebouwd door l'Atelier Central de Mechelen in 1959.
- Een handkraan. Gebouwd door Nicaise & Delcuve in 1870. Hij is te bezichtigen in de Rétro-Train in Saint-Ghislain (PFT-TSP).
- Een handkraan (A 362/97). Gebouwd door Nicaise & Delcuve in 1895-96. Het werd gebruikt in het depot ES (elektriciteit en seingeving) in Etterbeek (Brussel).

### Verkocht en elders tentoongesteld (in België en buitenland)
De volgende materialen zijn overgedragen aan gemeenten, steden of verschillende instellingen in België (of in het buitenland) en zijn zichtbaar voor het publiek:
- De vuurloze locomotief (040T) 5265 (nr. 12). Gebouwd door de Ateliers Métallurgiques de La Meuse (in Luik) in 1954, 57 ton. Hij werd tot 1970 gebruikt door de mijn van Beringen. Daarna gebruikt door de Stella Artois-fabriek in Leuven voor het transport tussen de fabriek en het rangeerstation van de NMBS. Ontmanteld en overgedragen aan de NMBS in 1976. Aangeboden aan de stad Leuven en overgebracht naar de "locomotievenstraat" (in een voormalig industrieel gebouw) in 2013.
- De industriële stoomlocomotief (Type 020T) nr. 4 genaamd "La Hestre". Gebouwd door de Grosses Forges et Usines de la Herstre in 1923, 7 m. Het werd gebruikt door de S.A des Cokeries van Willebroek. Verworven door de NMBS in 1970. Deze locomotief werd als "Monument - Bloempot" geplaatst op een voormalige spoorbrug over het kanaal Charleroi-Brussel nabij Tour & Taxis (in Brussel).
- Belgische Staatsspoorwegen 2-assige "tank" goederenwagen type nr. 91563. Gebouwd door Ateliers Germain (in Monceau-sur-Sambre) in 1901. 8m, 10T. Het werd gebruikt om olie te vervoeren. Deze wagen werd als "Monument - Bloempot" geplaatst op een voormalige spoorbrug over het kanaal Charleroi-Brussel nabij "Tour & Taxis" (in Brussel).
- De industriële stoomlocomotief (Type 020T) met verticale ketel nr. 2435 (Type IV) n°2. Gebouwd door Cockerill (in Luik) in 1903, 4m. Het werd gebruikt door de "S.A des Cokeries de Willebroek". Verworven door de NMBS in 1970. Deze locomotief is als monument/bloempot geplaatst op de site van het Klingspoor in Sint-Gillis-Waas (in Vlaanderen).
- Goederenwagon (gesloten) nr. 316 423. Bouwjaar 1908 in Duitsland. Ontmanteld in 1986, 9 m. Deze wagen werd als monument/bloempot geplaatst op de site van het Klingspoor in Sint-Gillis-Waas (in Vlaanderen).
- Motorwagenaanhanger nr. 732.08 (Type 732 - RAW C6). Gebouwd door L'Atelier de Nivelles in 1954. 12 m, 14 ton, maximumsnelheid: 90 km/u. In totaal 65 zitplaatsen (58 zitplaatsen + 7 staanplaatsen) in 2e klas. Gekocht door een particuliere kant van Stoumont.
- Een bestelwagen type "RIC" (kort type): nr. 17.104 (ex nr. 14.158). 15 m, 37 ton, maximale snelheid: 140 km/u. Gebouwd door de Compagnie Centrale de Construction (in Haine-Saint-Pierre) in 1938. Ontmanteld in 1996. Deze bestelwagen heeft een groene kleurstelling. Gekocht door een particuliere klant van Tervuren.
- Goederenwagen van de Belgische Staatsspoorwegen (gesloten) nr. 153597. Gebouwd door Anglo-Franco-Belge (in La Croyère) in 1911, 8 m. Deze deportatiewagen is te zien bij de Dossinkazerne.
- De elektrische motorwagen "BENELUX" van de serie 09 (Type 1957 - AM57 - Mat'57) (nr. 220.902 en nr. 220.903 of 902 & 903 - ex-AM "BENELUX") (Bi-voltage 1.500/3.000 kV - 2 elementen - Asopstelling: Bo'2' + Bo'2') 1e/2e klas. Gebouwd door "Werkspoor" in Amsterdam (Nederland) in 1957. 50 m, 132 ton, maximale snelheid: 130 km/h. In totaal 135 zitplaatsen (27 in 1e en 108 in 2e klas). In 1987 uit dienst genomen. Deze motorwagen is in 2017 verkocht en overgedragen aan de vzw "Stichting Hondekop" (te Roosendaal in Nederland) onder nummer 902. Wordt volledig gerestaureerd door deze vzw. Deze zelfrijdende auto is uitgevoerd in een blauwe kleurstelling met een gele lijn.

### Werkend materieel in het Nationaal Museum
- De lijnstoomlocomotief 29.013 (Type 29) en zijn tender nr. 25.217 (Type 25). Gebouwd door Montreal Locomotive Works (Canada) in 1946. 20 m, 149 ton (locomotief & tender), maximale snelheid: 96 kmh. Capaciteit van de kolenbunker (tender): 10 ton. Capaciteit van de watertank (tender): 25.000 liter. Het was deze locomotief die op 20/12/1966 de laatste stoomtractierit van de NMBS maakte tussen Aat en Denderleeuw (omnibus nr. 8155) met een treinstel van 5 personenrijtuigen type M2. Ontmanteld in 1967. Ondergaat een volledige restauratie (met de installatie van het moderne TBL1+-beveiligingssysteem) sinds eind 2019. Het doel om in 2023 opnieuw operationeel te zijn om toeristische routes uit te voeren op het NMBS-netwerk met vertrek uit het nationaal museum (in Schaarbeek) werd niet gehaald en is verder uitgesteld.
- De lijndiesellocomotief 5166 (HLD 51) (200.066) (Type 200 - Asopstelling: twee draaistellen met 3 aangedreven assen genaamd Co'Co'). Gebouwd door Cockerill (in Luik) - ACEC in 1963. 20 m, 113 ton, maximumsnelheid: 120 kmh. Inhoud dieseltank: 4.000 liter. Ontmanteld in 2003. Operationeel in 2022 maar niet uitgerust met moderne veiligheidssystemen (TBL1+ of ETCS).
- De lijndiesellocomotief 5404 (HLD 54) (204.004) (Type 204 - Asopstelling: twee draaistellen met 3 aangedreven assen genaamd Co'Co'). Gebouwd door Anglo-Franco-Belge (in La Croyère) in 1957. 19 m, 108 ton, maximale snelheid: tussen 120/140 kmh. Inhoud dieseltank: 3.500 liter. Buiten gebruik gesteld in 1999. Buiten dienst wegens motorschade sinds medio augustus 2022. Volledige restauratie ondergaan (met de installatie van het moderne ETCS-veiligheidssysteem). Het zal (normaal gesproken) weer operationeel zijn voor 2023.
- De lijndiesellocomotief 5512 (HLD 55) (205.012) (Type 205 - Asopstelling: twee draaistellen met 3 aangedreven assen genaamd Co'Co'). Gebouwd door La Brugeoise en Nijvel in 1962. 19 m, 110 ton, maximale snelheid: 120 kmh. Inhoud dieseltank: 4.000 lier. Voormalig noodlocomotief voor hst's in nood op Belgische hogesnelheidslijnen (TVM). Ontmanteld in 2021. In 2022 overgenomen door het museum. Binnenkort[(sinds) wanneer?] opnieuw geschilderd (voorlopig in een onbekende kleurstelling). Operationeel in 2022 en is uitgerust met het moderne TBL1+-beveiligingssysteem.
- De lijndiesellocomotief 5910 (HLD 59) (201.010) (Type 201 - Asopstelling: twee draaistellen met 2 aangedreven assen genaamd Bo'Bo'). Gebouwd door Cockerill (in Luik) in 1955. 16 m, 87 ton, maximumsnelheid: 120 kmh. Inhoud dieseltank: 4.000 liter. Ontmanteld in 1989/90. Ondergaat volledige restauratie (en installatie van modern TBL1+-beveiligingssysteem) in 2022.
- De lijndiesellocomotief 6041 (HLD 60) (210.041) (Type 210 - Asopstelling: twee draaistellen met 2 aangedreven assen genaamd Bo'Bo'). Gebouwd door de Ateliers Belges Réunis (of Cockerill) in 1963/64. 17 m, 78 ton, maximale snelheid: 120 kmh. Inhoud dieseltank: 3.000 liter. Ontmanteld in 1986. Operationeel in 2022 maar niet uitgerust met moderne veiligheidssystemen (TBL1+ of ETCS).

## Tijdelijke tentoonstellingen
In het museum zijn diverse tijdelijke exposities gehouden:
- Kuifje in Train World.
- Lego Experience.
- Paul Delvaux, De man die van treinen hield.
- Choco Loco.
- Van Peking tot Hankow, Een Belgisch avontuur in China.
- Oriënt-Express.
- Royals & Trains.
- Animalia. Natuurwegen, spoorwegen.
- Van Schets tot Trein.

## Galerij

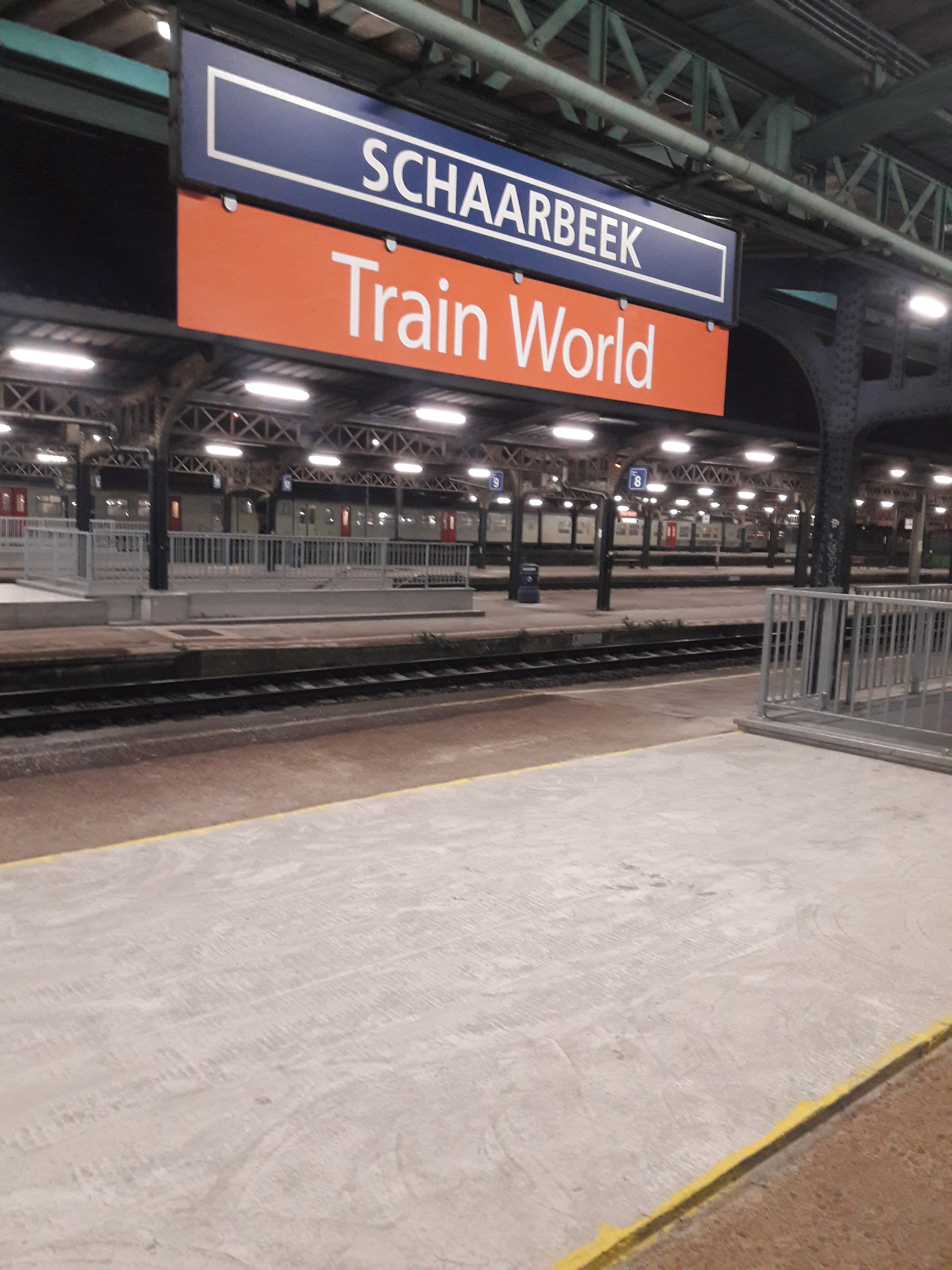
Naambord Trainworld in het station van Schaarbeek
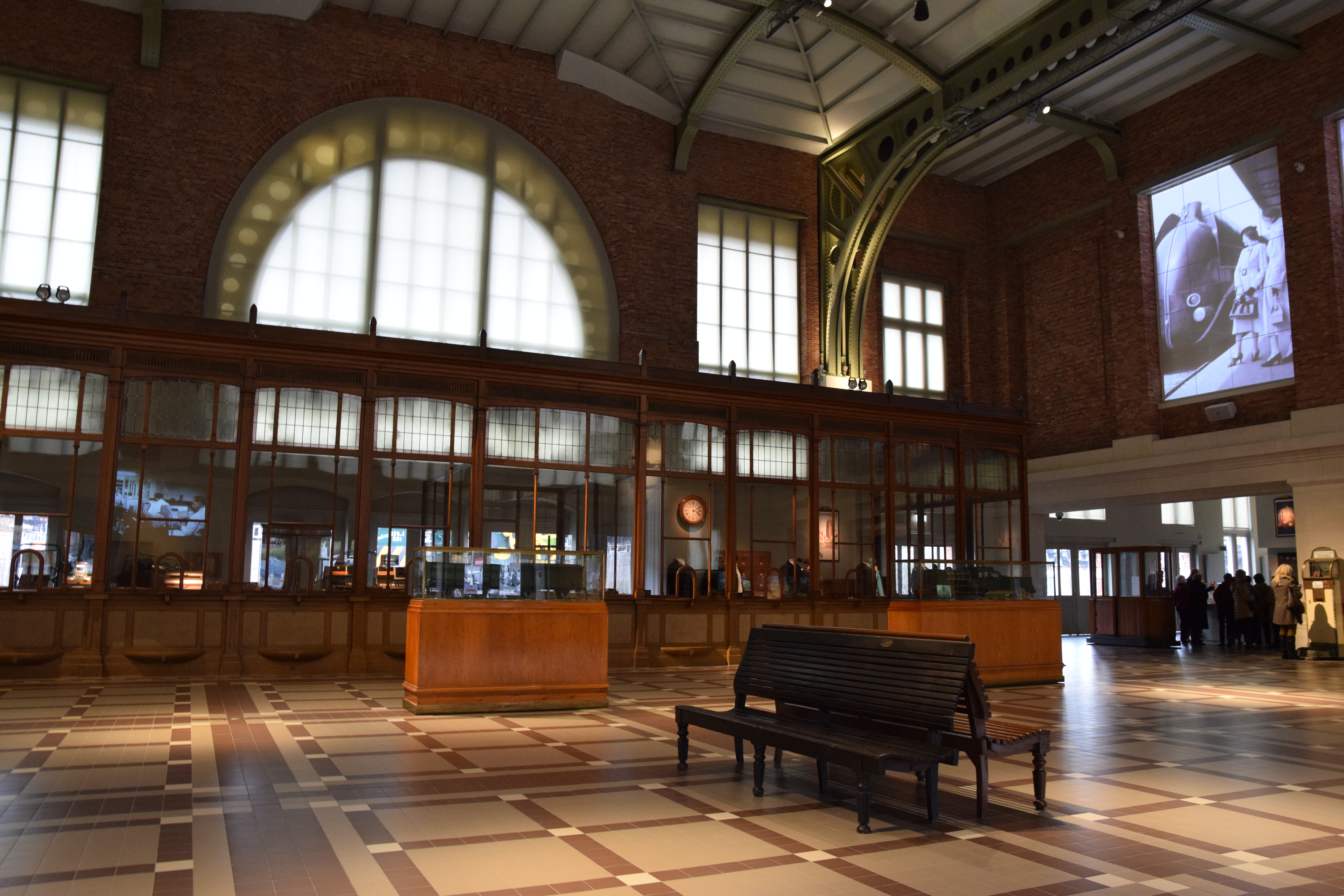
Oude lokettenzaal
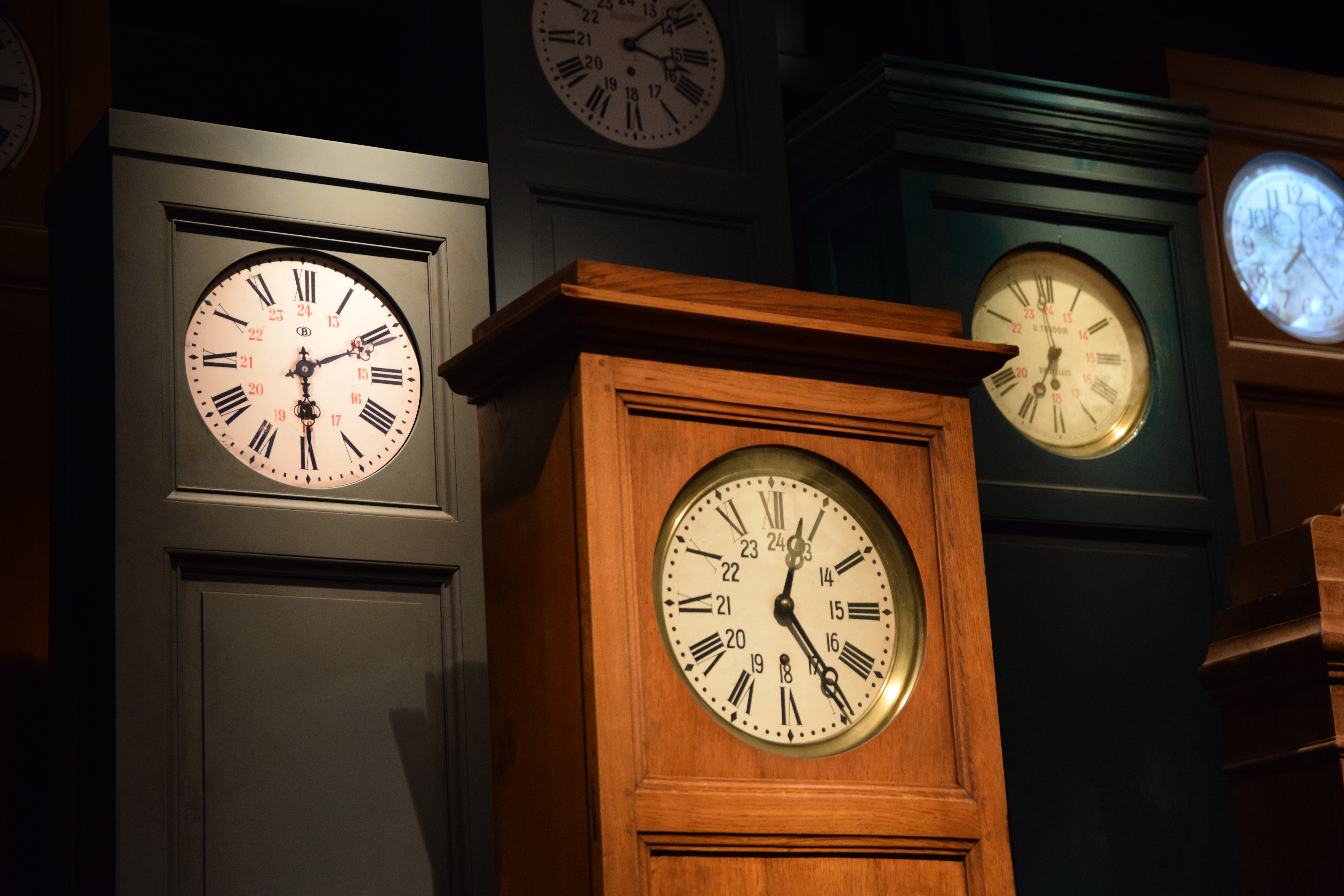
Oude stationsklokken
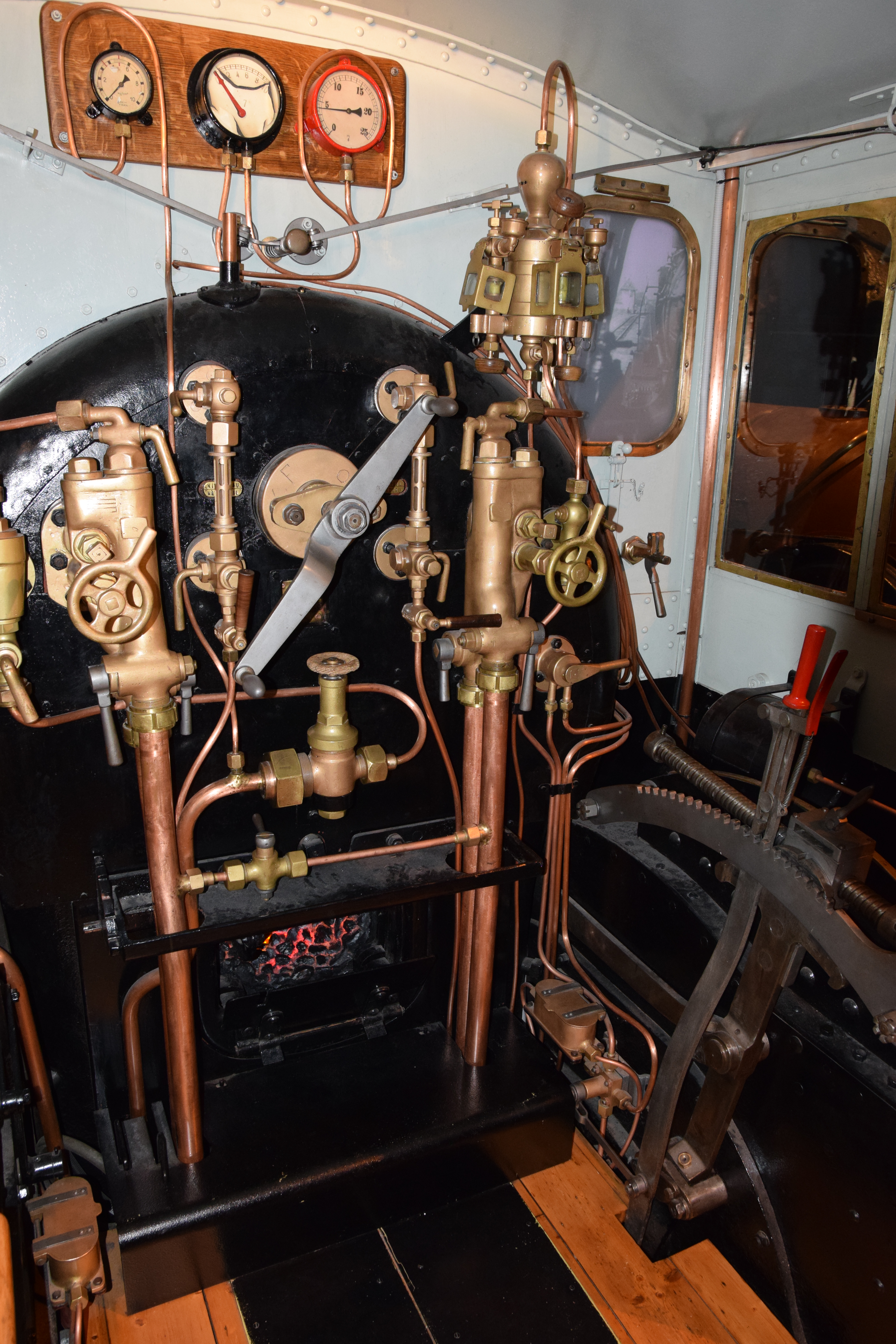
Interieur stoomlocomotief
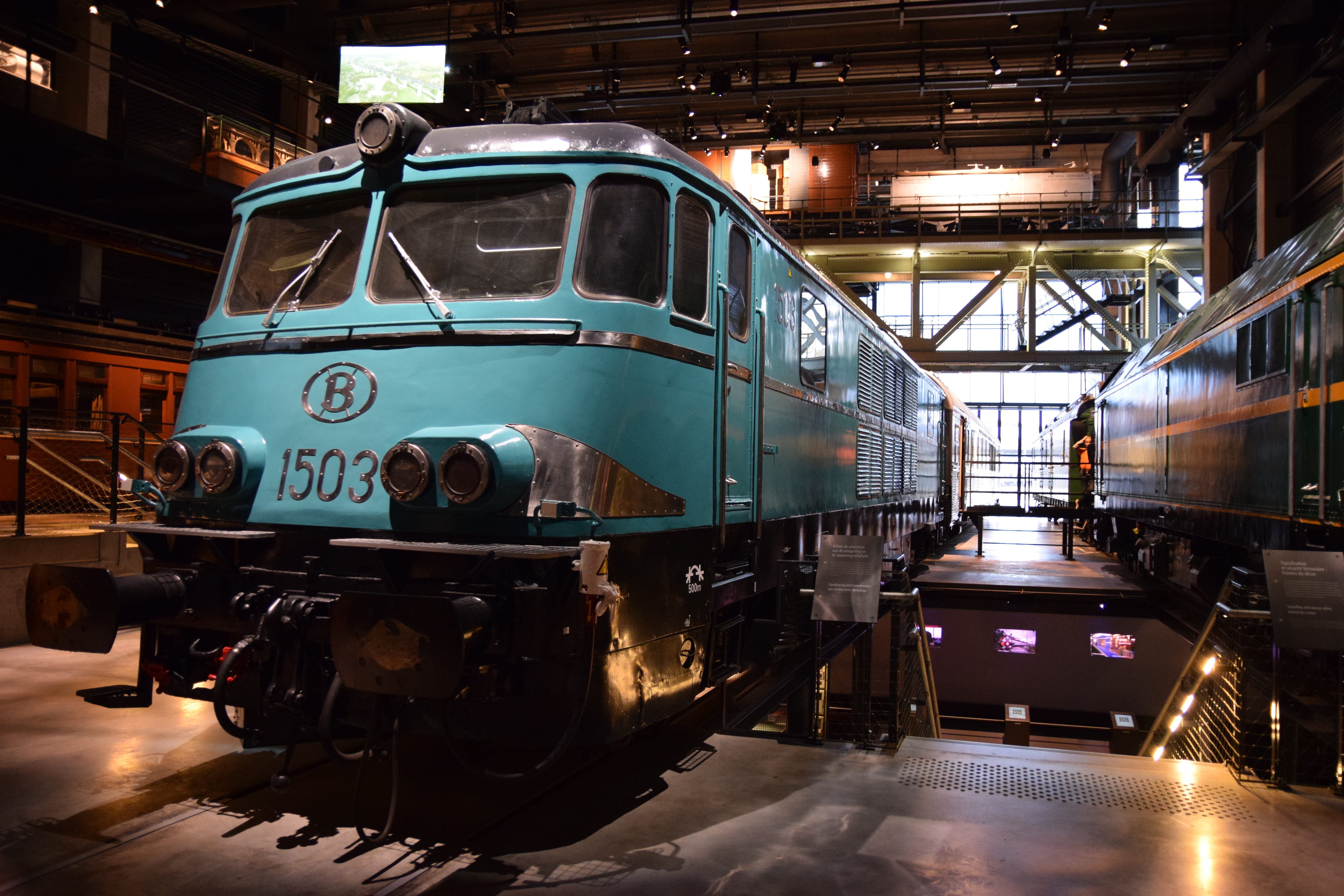
Locomotief van het type HLE 15
551.48
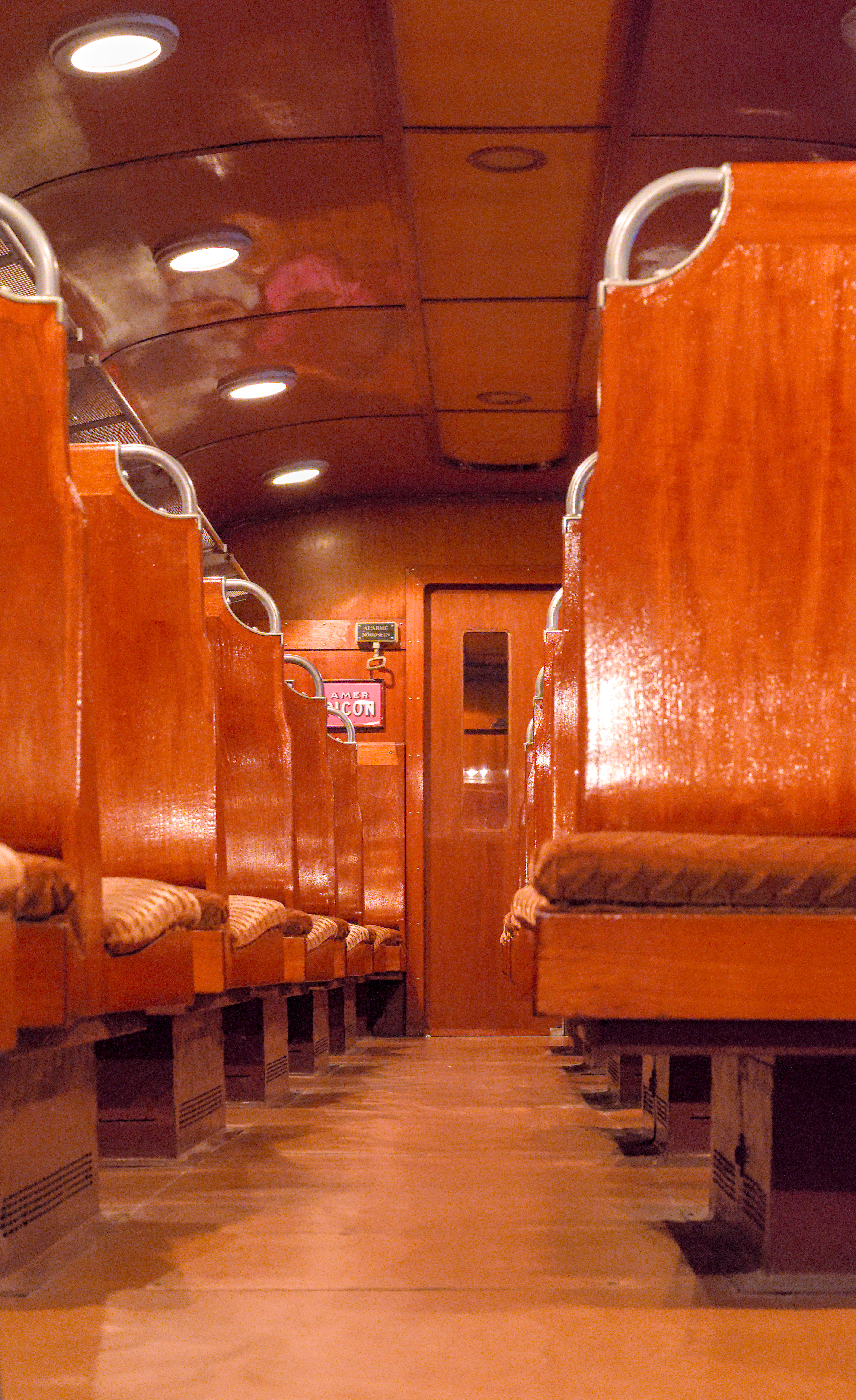
AM35
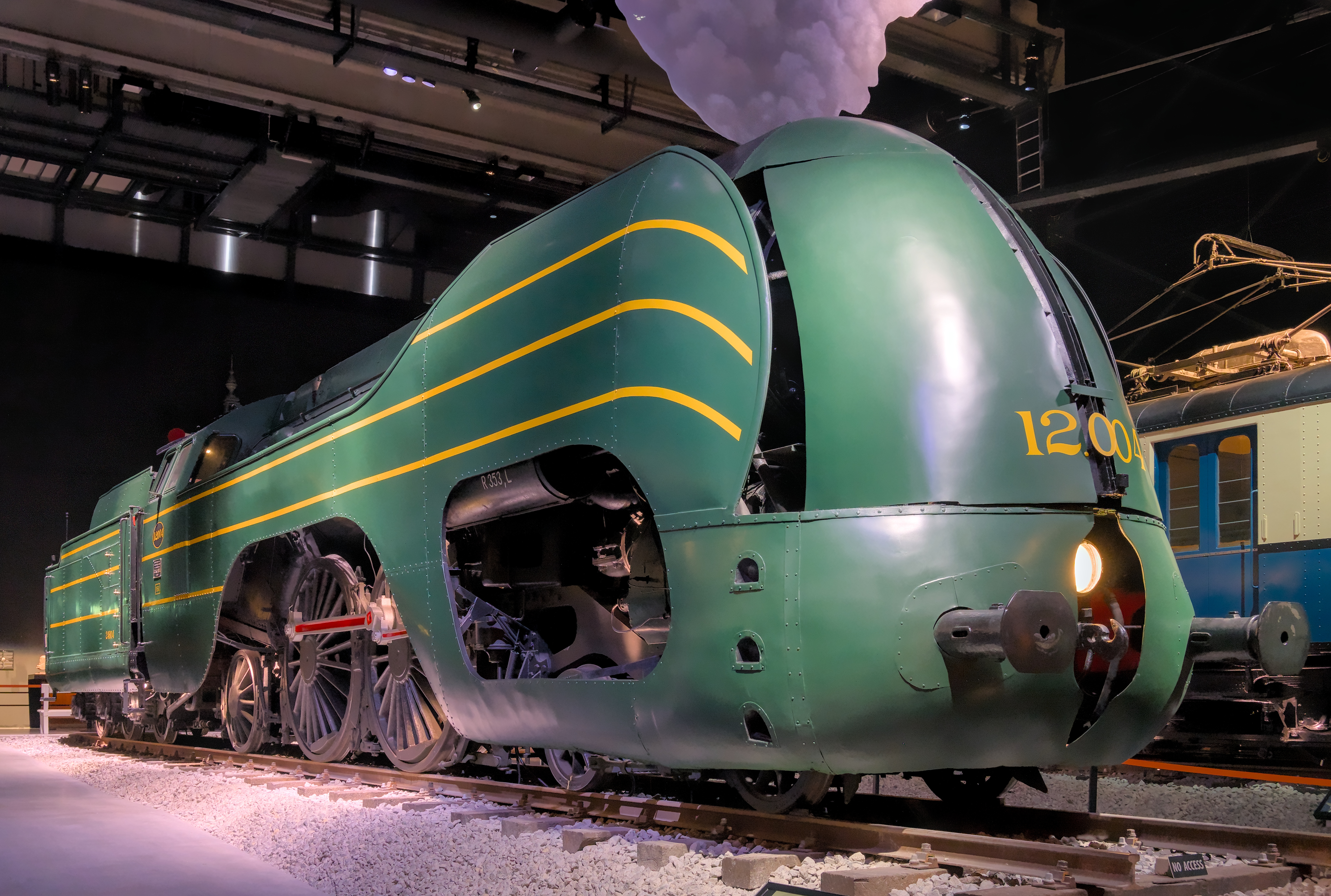
Type 12
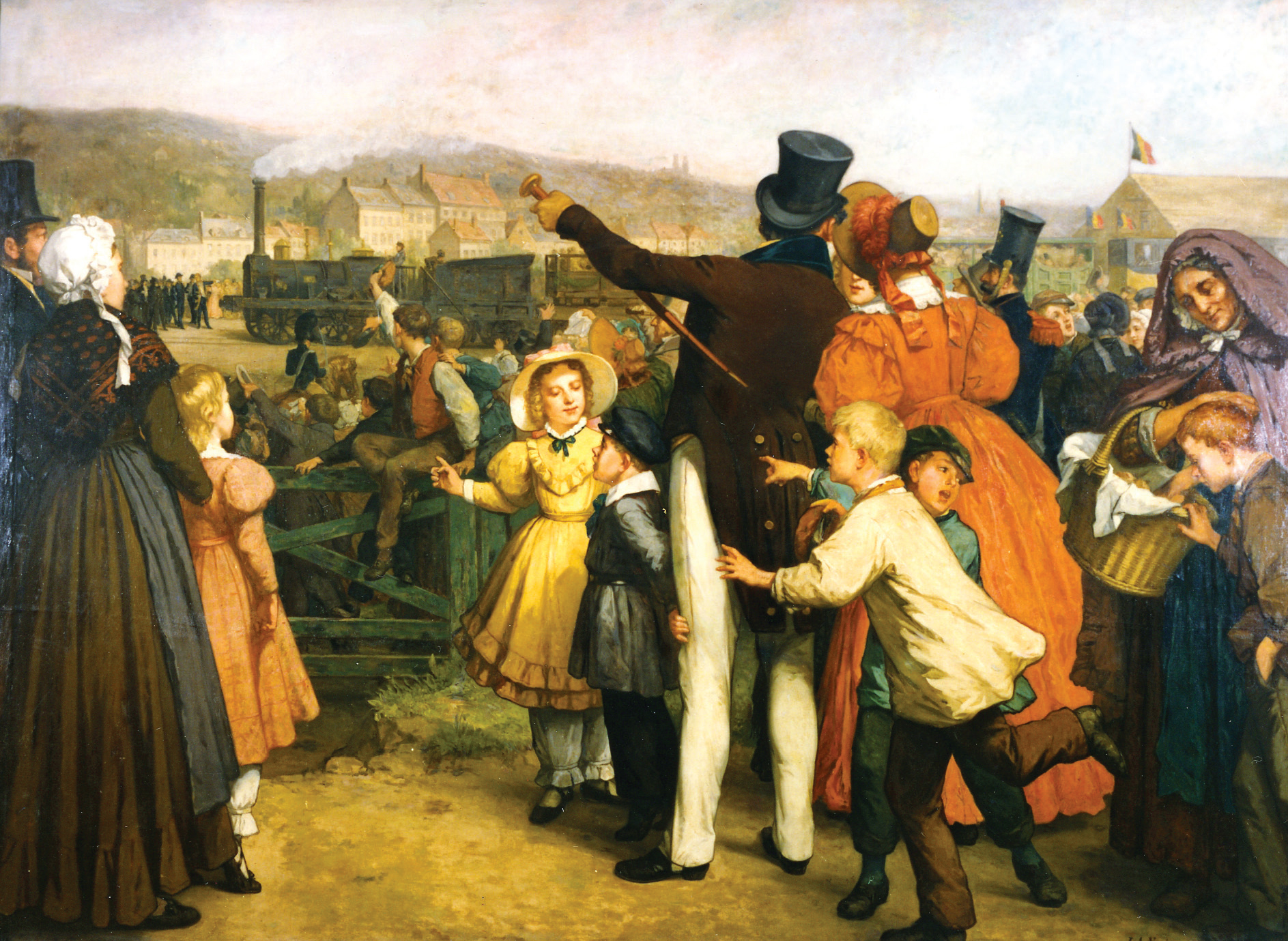
Jan Antoon Neuhuys: Inauguration du premier chemin de fer en Belgique of Départ de la Flèche le 5 mai 1835